# Cola Cao
Cola Cao es una marca y producto fabricado en Barcelona (España) por Idilia Foods —empresa desgajada del antiguo grupo Nutrexpa— consistente en una mezcla de azúcar, cacao en polvo soluble, harina de trigo y cola-malteada. Fue lanzado al mercado en España en 1945. El producto sirve para cambiar el sabor de la leche para que sepa a cacao. Desde los años 40 ha sido el líder y referente en la categoría de cacao soluble en España.

## Historia
En 1945, José María Ventura y José Ignacio Ferrero, del barrio de Gracia de Barcelona (España), crearon un cacao soluble al que llamaron Cola Cao.
En 1962, empiezan a emitir sus primeros anuncios en televisión, que adaptan la sintonía radiofónica a unos dibujos animados. En 1972, Cola Cao se asocia por primera vez al lema «alimento olímpico», tras convertirse en patrocinador del equipo olímpico español en los Juegos Olímpicos de Múnich 1972. En los años ochenta se produce «Cola Cao VIT», una versión instantánea y enriquecida con vitaminas del Cola Cao clásico. 
En su lanzamiento, fue acompañado de la promoción y regalo del Single a 45rpm del cantante Patrick Hernández, con el famoso tema "Born To Be Alive" de 1979 . 
Dejó de producirse a primeros de los ochenta. 
En 1988, Cola Cao inicia el patrocinio del Comité Olímpico Español a través del Programa ADO, alianza que continúa en la actualidad. En la misma línea y para fomentar el deporte urbano, la marca instala los conocidos popularmente como "Circuitos Cola Cao" en zonas verdes de un gran número de ciudades españolas, como Esplugues de Llobregat y Córdoba entre otras. A mediados de los noventa, con el eslogan el mismo sabor de Cola Cao con la mitad de calorías se lanza una versión de Cola Cao sin azúcar y con edulcorantes llamada «Cola Cao Bajo en Calorías», que a mediados de los años 2000 se renombró a «Cola Cao Light».
A finales de los noventa, principios del siglo XXI, reaparece una versión instantánea de Cola Cao, esta vez llamada «Cola Cao Turbo». Con su lanzamiento, el Cola Cao clásico se renombró a «Cola Cao Original». También existen variedades como «Cola Cao Complet» (con fibras y cereales) y  «Cola Cao 0% con Fibra» (alto contenido en fibra). En el año 2009, «Cola Cao Light» es renombrado como «Cola Cao 0%», cambiando su fórmula a 0% azúcar añadido y 0,4% grasa. En 2011 aparece una variante de Cola Cao con pepitas de chocolate, llamado «Cola Cao Pepitas». Además, cuenta con una línea de batidos de cacao conocida como «Cola Cao Energy», junto con otras variedades como «Cola Cao Complet líquido» y «Cola Cao Galleta María».
En 2014, la marca pasó a ser propiedad de la familia Ferrero, tras la segregación del Grupo Nutrexpa.

## Publicidad
Desde sus inicios, en los años 1950, la marca optó unir su producto con la imagen estereotipada de un negro, con harapos tribales, conocido como el Negrito del África Tropical, empezando por patrocinar el programa radiofónico Matilde, Perico y Periquín emitido en España. Una imagen que iba en línea con la de otras empresas que ofrecían productos como las chocolatinas Conguitos. La imagen de la empresa del denominado «Negrito», jugó un papel determinante en la estrategia comunicativa tanto en formatos físicos, tales como cartelería, folletos y promoción comercial, así como en anuncios televisivos. En este último caso, se unió la conocida como Canción del Colacao, cantada en primera persona por una caricatura de la imagen que se tenía del África subsahariana.
En 2017, la marca optó por representar su nuevo producto, Cola Cao Shake, con una comparación entre un hombre con el cabello afro y la espuma del producto, generando una campaña para la eliminación de ese anuncio, a la que se unió el director de cine Santiago Zannou, el rapero El Chojin o la actriz Silvia Albert Sopale entre otros.
En 2020, dentro de un marco social y político marcado por las protestas mundiales en contra del racismo, especialmente destacando el movimiento Black Lives Matter y el auge de las protestas contra aquellas marcas que usaban recursos y estereotipos que se pudieran entender como ofensivos o racistas, y por otro lado, coincidiendo con el 75 aniversario de la marca, se decidió poner fin cambiando el que había sido el emblema publicitario en pro de una imagen centrada únicamente en el producto y sin usar como gancho estereotipos raciales. Por otro lado, cuando posteriormente se introdujo elementos que hacían referencia al deporte, sólo aparecían hombres, hecho que también se decidió cambiar en 2020.
El director de la compañía, Xavi Pons, justificó la decisión alegando la necesidad de su cambio con las palabras: "Hay cosas que no pueden cambiar, como la receta, que se mantiene invariable desde su nacimiento, pero hay otras, como nuestra canción, que deben evolucionar para seguir siendo relevante". Con ese fin, la canción fue adaptada por el compositor español Manu Guix, optando por mantener la melodía original, con algunos arreglos, añadiendo una letra diferente, actualizada y cantada por un coro de niños, además de poner voces femeninas al hablar de deporte. Posteriormente, se realizó una versión animada en dos dimensiones con la misma letra actualizada.

## Información nutricional de «Cola Cao Original»
Según la etiqueta que proporciona el fabricante, «Cola Cao Original» aporta 378 kilocalorías por cada 100 gramos. Otras variantes de Cola Cao tienen un aporte diferente.
| Componente Cola Cao Original | por 100 g          | 18 g (sobres)    | ración de 15 g + 200 ml de leche semidesnatada |
| ---------------------------- | ------------------ | ---------------- | ---------------------------------------------- |
| Valor energético             | 378 kcal (1598 KJ) | 68 kcal (287 KJ) | 155 kcal (654 KJ)                              |
| Proteínas                    | 6,8                | 1,22 g           | 7,8 g                                          |
| Hidratos de carbono          | 78 g               | 14 g             | 22 g                                           |
| Azúcares                     | 70 g               | 12,6 g           | 20 g                                           |
| Grasas                       | 2,4 g              | 0,4 g            | 3,7 g                                          |
| Grasas saturadas             | 1,5 g              | 0,27 g           | 2,4 g                                          |
| Colesterol                   | 0 mg               | 0 mg             | 11 mg                                          |
| Fibra alimentaria            | 8,4 g              | 1,5 g            | 1,3 g                                          |
| Sodio                        | 0,1 g              | 0,018 g          | 0,1 g                                          |
| Calcio                       | 300 mg             | 54 mg            | 305 mg                                         |
| Fósforo                      | 245 mg             | 44,1 mg          | 230 mg                                         |
| Hierro                       | 11,5 mg            | 2,07 mg          | 1,8 mg                                         |
| Magnesio                     | 125 mg             | 22,5 mg          | 44 mg                                          |

## Compañía
Cola Cao se exporta internacionalmente a varios países. Sus mayores mercados son España, Portugal, Chile, Bosnia y Herzegovina y China (conocido como 高乐高 Gāo lè gāo), donde el Grupo Nutrexpa tiene oficinas. Se introdujo en Japón bajo el nombre コラカオ (Korakao) a principios de los años noventa, pero se paró la producción pocos años después. Sin embargo, en 2007, se puede encontrar «Cola Cao Chocolate Roll Cake» manufacturados en China y vendidos en tiendas de a dollar. 
Las fábricas de Cola Cao tienen líneas de producción específicas para cada región:
- Mercado europeo: fábrica en Barcelona (España)
  - Cola Cao Original
  - Cola Cao Turbo
  - Cola Cao 0% Azúcares añadidos
  - Cola Cao 0% Azúcares añadidos con fibra
  - Cola Cao Noir
  - Avenacao
  - Cola Cao Shake
  - Cola Cao Shake 0%
  - Cola Cao Complet
  - Cola Cao Energy

- Mercado de Sudamérica: fábrica en Santiago de Chile (ICB)
  - Cola Cao Original
  - Cola Cao Light
  - Cola Cao Cereal
  - Cola Cao Zero (0 % azúcar añadida)

- Mercado asiático: fábrica en Tianjin (China)
  - Cola Cao Original
  - Cola Cao Fruit Flavor
  - Cola Cao Roll Cake
  - Cola Cao Spread